# Госпођа Бабушка
Госпођа Бабушка (енгл. Babushka Lady) је надимак за непознату жену која је могла фотографисати догађаје који су се догодили на месту Дилеј Плаза у Даласу, кад је у атентату 22. новембра 1963. погођен председник Кенеди. Добила је надимак по марами коју је носила, а којa је сличнa оним које носе старије руске жене (бабушка - на руском значи бака или стара жена). Марама је светлo браон боје, а кад се боље погледа кадар у филму Марије Мучмор, могу се приметити ружичасти тонови на њој.
Сведоци су видели да је држала камеру преко лица, те је примећена и на снимцима атентата (нпр. Кадар из филма који је снимила Марије Мучмор, у Запрудеров филму - фраме 285. Виђено је да је стајала на трави између улица Елм и Мајн, може се видети у Запрудеров филму, те филмовима које су снимили Орвил Ник, Марије Мучмор и Марк Бел. У Белов филму може се видети на 44. и 49. секунди. Оно што је занимљиво јесте чињеница да, иако су након атентата бројни сведоци легли или се заклонили, она је још увек стајала с камером преко лица. После пуцњева, прешла је улицу Елм и придружила се светини која је прешла преко травнатог брежуљка у потрази за човеком који је пуцао. Појављује се последњи пут на фотографијама где хода источном страном улице Елм, и ни она ни њен филм никада са сигурношћу нису били идентификовани.

## Идентитет
Као и многа друга неразјашњена питања у вези атентата на председника Кенедија, и идентитет ове жене прекривен је велом тајне. Полиција и ФБИ никад, наиме, нису нашли госпођу Бабушку, која је након дана атентата мистериозно нестала. Филм снимљен из њене перспективе такође никада није нађен упркос захтеву ФБИ-а локалним људима који су развијали фотографије и филмове. Међутим, Џек Херисон, Кодаков техничар у Даласу, изјавио је да му је на дан атентата дошла жена коју је описао као бринету у 30-има, налик госпођи Бабушки са снимака. Од њега је захтевала да развије филм у боји, који је, међутим, био ван фокуса и замагљен.

### Беверли Оливер
Случај је био слепа улица док наизглед 1970. није дошло решење, кад је жена по имену Беверли Оливер изјавила да је она била гђа. Бабушка. Беверли је радила као певачица и стриптизета у Колони Клубу, који се, занимљиво, такмичио с клубом Џека Рубија- Кароусел Клуб. Године 1994. издала је мемоар, Ноћна мора у Даласу који је био написан као кроника догађаја који су се збили на дан атентата на Џона Ф. Кенедија. Рекла је да су је након атентата контактирала на послу двојица мушкараца за које је мислила да су "агенти из ФБИ-ја или Тајне службе". Тврдила је да су јој мушкарци рекли да ће развити њен филм и да ће јој га вратити ya 10 дана, но то се није догодило.
Међутим, њена прича је имала разне рупе. Следи списак неких од већих:
- Тврдила је да је на дан атентата користила камеру Јашика Супер 8, која уопште није била у производњи до неколико година након атентата. Такође је тада имала 17 година и била је витке телесне грађе, док је госпођа Бабушка била крупнија жена у средњим годинама.[6]
- Наводно је имала блиско пријатељство са стриптизетом Жанет Конфорто, професионално звана Жада, за коју је Оливер тврдила да је с њом разговарала у клубу Кароусел вече уочи атентата. Жада је по тврдњи била сведок састанка Оливер са Џеком Рубијем и Ли Х. Освалдом, те је наводно то рекла и новинарима, након чега је мистериозно "нестала". У ствари - Жада није радила у клубу Кароусел већ готово месец дана пре атентата, и рекла је новинарима да, колико је знала, Руби и Освалд нису знали један другог. Није ни мистериозно нестала, већ се преселила у Албукерки, у савезној држави Нови Мексико.[6]
- Рекла је да јој је ФБИ-јев агент Регис Кенеди запленио филм у Даласу, 25. новембра 1963, иако је документовано да је он на тај дан био у Њу Орлеансу.[6]